# Amari Bailey
Amari Bailey (Nova Orleães, 17 de fevereiro de 2004) é um jogador norte-americano de basquete profissional que atualmente joga no Charlotte Hornets da National Basketball Association (NBA) e o Greensboro Swarm da G-League.
Ele jogou basquete universitário pelo UCLA Bruins e foi selecionado pelos Hornets na segunda rodada do Draft da NBA de 2023.

## Primeiros anos
Bailey nasceu em Nova Orleães, Louisiana. Ele é filho de Johanna Leia, uma influenciadora de mídia social e ex-modelo da Ford, e de Aaron Bailey, ex-jogador do Indianapolis Colts da NFL.
Bailey cresceu em Chicago, Illinois, sendo criado por uma mãe solteira. Ele frequentou a Skinner West Elementary School, onde se tornou o jogador de basquete mais comentado do 7º ano em Chicago. Em 2017, aos 12 anos de idade, ele e sua mãe foram apresentados no programa de televisão "Bringing Up Ballers", um reality show da Lifetime que seguia mães empreendedoras da área de Chicago cujos filhos jogavam basquete.

## Carreira no ensino médio
Ele se mudou para Los Angeles para jogar pelo Sierra Canyon School. Como calouro, Bailey ajudou sua equipe a conquistar o título estadual. Em seu terceiro ano, ele teve médias de 29,2 pontos, 9,1 rebotes e 6,5 assistências.
Ele foi nomeado Mr. Basketball da Califórnia e MVP da Gold Coast League. Além disso, ele foi selecionado para o McDonald's All-American em seu último ano na temporada de 2021-22.

### Recrutamento
Bailey foi um recruta de cinco estrelas e um dos principais jogadores da classe de 2022 de acordo com os principais serviços de recrutamento. Aos 13 anos, enquanto estava na oitava série, ele se comprometeu a jogar basquete universitário pela Universidade DePaul, mas retirou seu compromisso antes de começar o ensino médio. Mais tarde, ele se comprometeu com a UCLA como calouro do ensino médio, mas retirou seu compromisso novamente oito meses depois, quando o treinador deles, Steve Alford, foi demitido. Em 17 de fevereiro de 2021, Bailey reafirmou seu compromisso com a UCLA e com o novo treinador, Mick Cronin.
Bailey era considerado o melhor jogador por todos os serviços de recrutamento ao entrar no verão de sua última temporada, antes de sofrer uma lesão que o impediu de jogar nas primeiras partes da temporada de Sierra Canyon. A ESPN o classificou como o segundo melhor ala-armador e o quinto melhor jogador em sua classe no ensino médio.

## Carreira universitária
Bailey começou a temporada de 2022-23 ganhando duas vezes o Prêmio de Calouro da Semana da Pac-12 e teve jogos de 19 pontos contra Pepperdine e Stanford. Ele se machucou contra Kentucky quando Oscar Tshiebwe pisou em seu pé esquerdo. Bailey agravou sua lesão no jogo seguinte e ficou de fora por sete jogos. Em 9 de fevereiro, Bailey marcou 24 pontos em uma vitória contra Oregon State. Após o melhor defensor de UCLA, Jaylen Clark, sofrer uma lesão na perna que encerrou sua temporada na partida final da temporada regular, Bailey assumiu a tarefa de defender os principais jogadores adversários no perímetro, além de aumentar sua pontuação.
Na estreia da equipe no Torneio da Pac-12 de 2023, Bailey marcou um recorde pessoal de 26 pontos na vitória sobre Colorado. Ele contribuiu com 19 pontos e sete rebotes na final, que UCLA perdeu por 61-59 para Arizona. Ele ajudou a equipe a avançarem para o Sweet 16 do Torneio da NCAA de 2023 com médias de 15,5 pontos e 6,0 assistências, convertendo 49,5% de seus arremessos de quadra e 38,9% de seus arremessos de três pontos. Nos seis jogos após a lesão de Clark, Bailey teve média de 17,3 pontos e um aproveitamento de 56,1%. Ele encerrou a temporada de 2022-23 com médias de 11,2 pontos, 3,8 rebotes e 2,2 assistências em 30 jogos, incluindo 28 como titular. Bailey foi nomeado para a Equipe de Calouros da Pac-12.
Após a temporada, ele declarou sua elegibilidade para o draft da NBA.

## Carreira profissional
Bailey foi selecionado pelo Charlotte Hornets como a 41ª escolha geral do draft da NBA de 2023. Em 14 de julho de 2023, ele assinou um contrato de duas vias com os Hornets. Jogando pela equipe na Summer League em 2023, ele teve média de nove pontos em 16 minutos, sendo o décimo jogador mais jovem na liga aos 19 anos de idade. Em 17 de novembro de 2023, ele estreou na G-League com o Greensboro Swarm e marcou 26 pontos.

## Estatísticas da carreira

### NBA

#### Temporada regular
| Ano     | Equipe    | PJ | PT | MPJ | AP   | 3P   | LL   | RT | AS | BR | TO | PPJ |
| ------- | --------- | -- | -- | --- | ---- | ---- | ---- | -- | -- | -- | -- | --- |
| 2023–24 | Charlotte | 10 | 0  | 6.5 | .333 | .125 | .857 | .9 | .7 | .3 | .0 | 2.3 |

### Universitário
| Ano     | Equipe | PJ | PT | MPJ  | AP   | 3P   | LL   | RT  | AS  | BR  | TO | PPJ  |
| ------- | ------ | -- | -- | ---- | ---- | ---- | ---- | --- | --- | --- | -- | ---- |
| 2022–23 | UCLA   | 30 | 28 | 26.9 | .495 | .389 | .698 | 3.8 | 2.2 | 1.1 | .3 | 11.2 |

## Links externos
- UCLA Bruins bio
- Sierra Canyon Trailblazers bio
- USA Basketball bio
- Instagram page